# 門羅鎮區 (愛荷華州林縣)
門羅鎮區（英語：Monroe Township）是位於美國愛荷華州林縣的一個行政鎮區。

## 地方資料
根據2010年美國人口普查的數據，門羅鎮區的面積為92.05平方千米，當中陸地面積為89.27平方千米，而水域面積為0.78平方千米。當地共有人口13020人，而人口密度為每平方千米141.44人。